# Premio nazionale delle Arti
Il Premio nazionale delle Arti è un premio annuale diretto a studentesse e studenti di Conservatori e Accademie di Belle Arti.
È suddiviso nelle seguenti sezioni e sottosezioni:
- Arti figurative, digitali e scenografiche (Pittura; Scultura; Restauro; Arti grafiche; decorazione; Scenografia teatrale, cinematografica e televisiva; Arte elettronica; Fotografia; Opere interattive; Videoinstallazioni; Produzioni audiovisive di narrazione e di creazione).
- Arti dello spettacolo (Danza; Arte drammatica).
- Design.
- Interpretazione musicale (Canto lirico e musica vocale da camera; Chitarra, arpa e mandolino; Composizione; Direzione d’Orchestra; Fisarmonica; Organo; Jazz; Percussioni; Pianoforte; Musica da Camera e d’Insieme; Musica elettronica e nuove tecnologie; Musica per strumenti antichi e voci; Musiche pop e rock originali: gruppi, solisti e voci; Strumenti ad arco; Strumenti a Fiato).[1]